# ليليان لانغدون
ليليان لانغدون (بالإنجليزية: Lillian Langdon)‏ هي ممثلة أمريكية، ولدت في 25 نوفمبر 1860 في نيوجيرسي في الولايات المتحدة، وتوفيت في 8 فبراير 1943 في سانتا مونيكا في الولايات المتحدة.

## وصلات خارجية
- ليليان لانغدون على موقع IMDb (الإنجليزية)
- ليليان لانغدون على موقع قاعدة بيانات الفيلم (الإنجليزية)